# Malarstwo ścienne

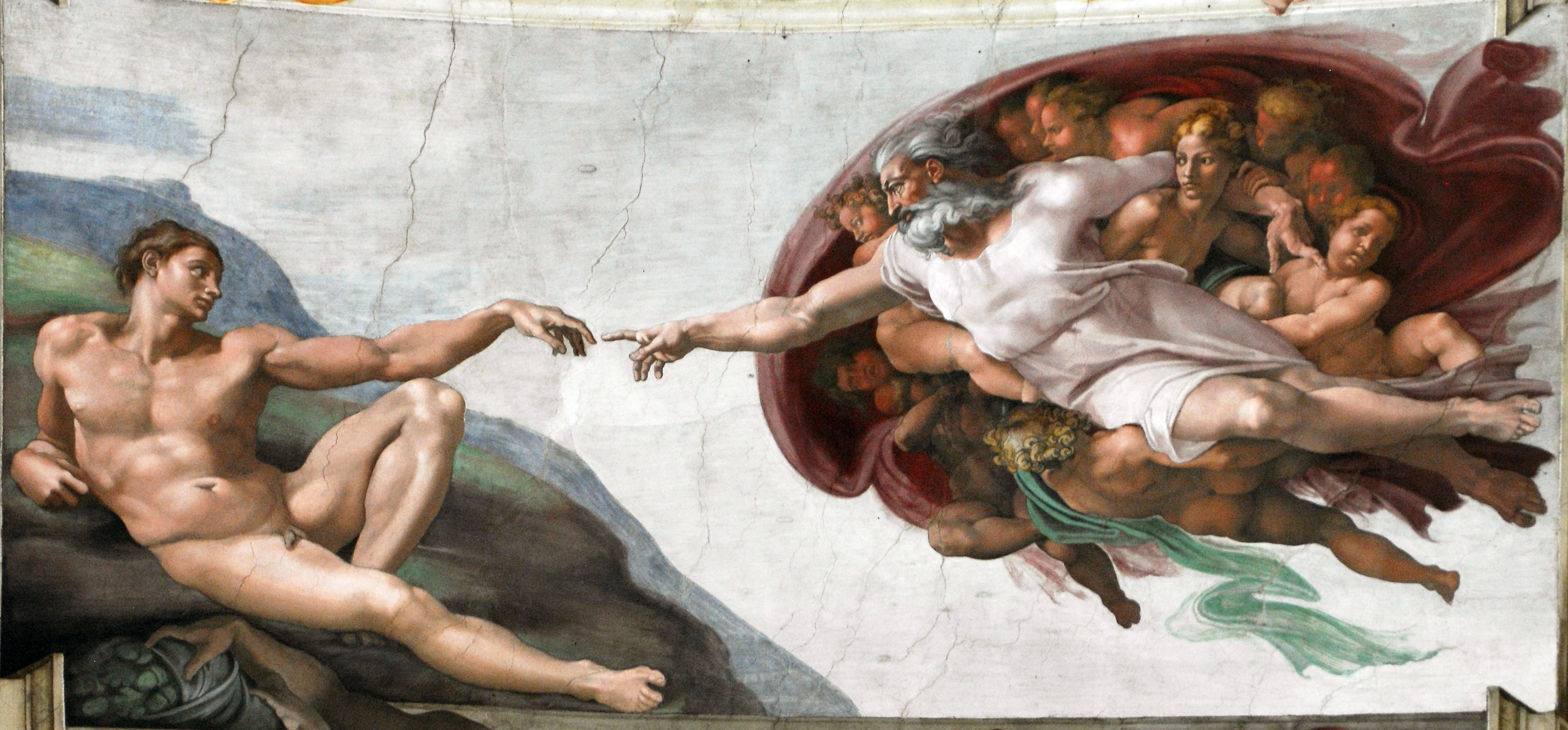
Michał Anioł, Stworzenie Adama (fresk na sklepieniu Kaplicy Sykstyńskiej)

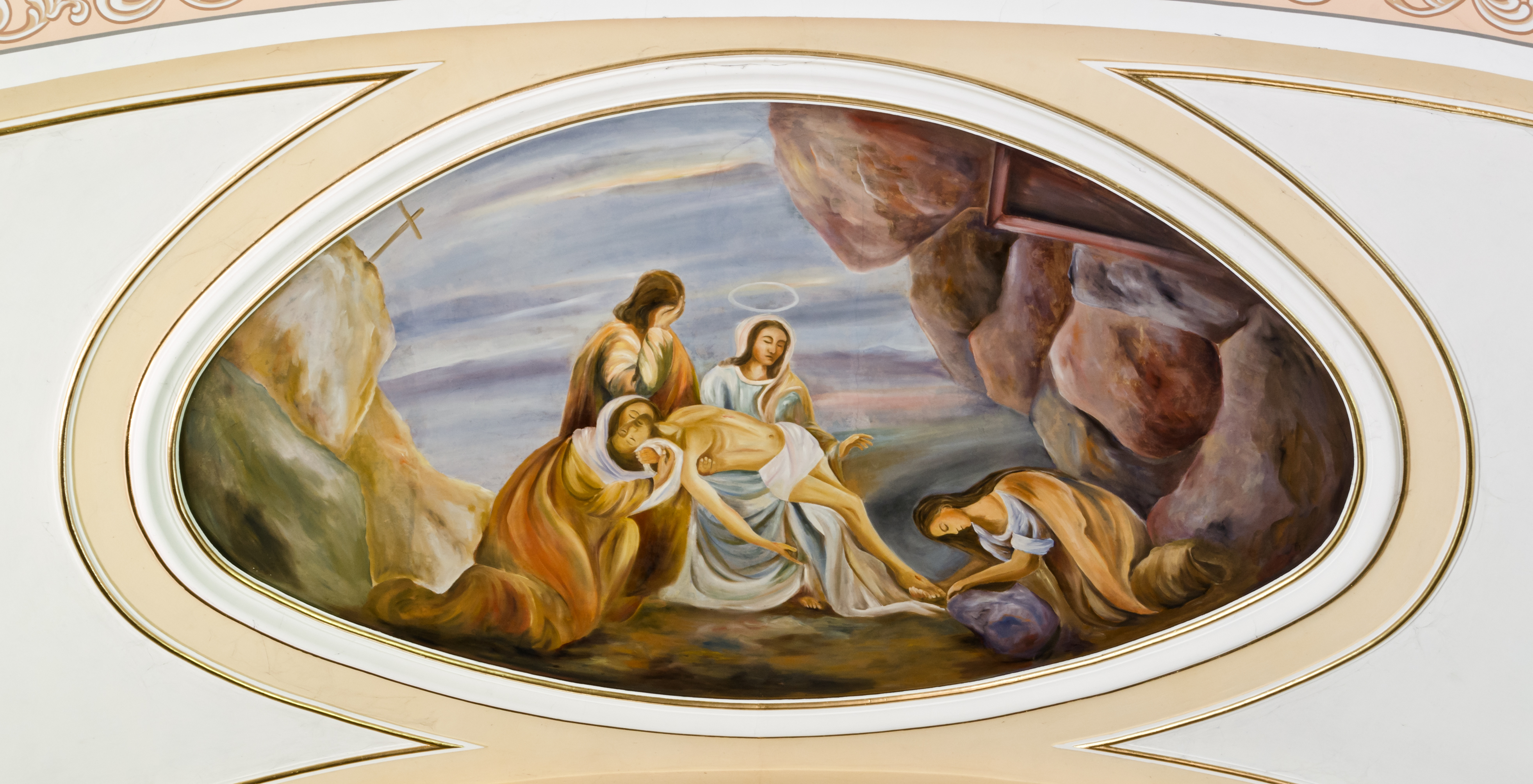
Sklepienie kościoła Wniebowzięcia Najświętszej Maryi Panny w Polanicy-Zdroju

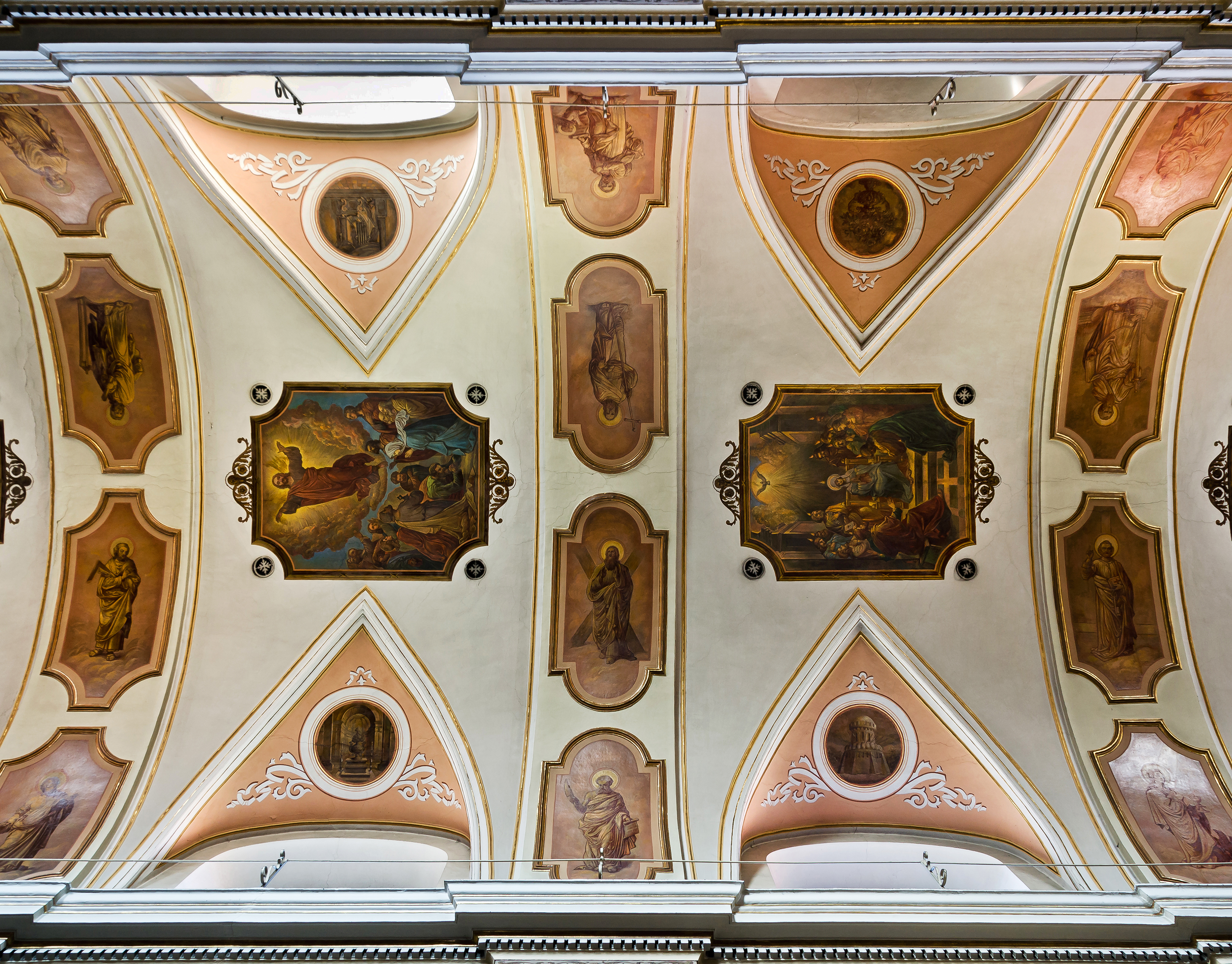
Sklepienie kościoła Matki Bożej Różańcowej w Kłodzku

Malarstwo ścienne – malowidła zazwyczaj dużych rozmiarów, malowane na ścianie albo przeznaczone do osadzenia na ścianie jako stały element wystroju budynku.
Klasyczną techniką tej formy sztuki starożytnej uprawianej na Krecie i w Grecji jest fresk; jednak w klimacie bardziej wilgotnym, zwłaszcza w północnej Europie, stosowano także inne techniki. Najbardziej udaną alternatywą było w takim przypadku malowanie obrazu farbami olejnymi na płótnie, a następnie przyklejanie płótna do ściany. Technikę tę – znaną jako marouflage – stosował Pierre Puvis de Chavannes, najwybitniejszy twórca malowideł ściennych drugiej połowy XIX wieku. Stłumione barwy jego obrazów znakomicie imitowały wrażenie, jakie wywołuje fresk.
W Azji tradycyjna metoda malarstwa ściennego wykorzystywała klej i wysuszony gips, ale w XI i XII wieku znana tam była również typowa technika fresku, o czym świadczą badania malowideł ściennych w Tańdźawur (Tanjore) w Indiach.